# Monaster Narodzenia Pańskiego we Włodzimierzu
Monaster Narodzenia Pańskiego – żeński klasztor prawosławny we Włodzimierzu, w jurysdykcji eparchii włodzimiersko-wołyńskiej Kościoła Prawosławnego Ukrainy (wcześniej Ukraińskiego Kościoła Prawosławnego Patriarchatu Kijowskiego). 
Prawosławny klasztor zajmuje obiekty dawnego klasztoru jezuickiego, a następnie bazyliańskiego. Pierwsza wspólnota prawosławna została utworzona w tych obiektach w 1840. Męski monaster został w 1921 zrewindykowany na rzecz Kościoła katolickiego. Wspólnocie odebrano cały majątek monasteru, pozwalając jednak mnichom pozostać w mieście i osiąść przy cerkwi św. Mikołaja. Trudne warunki materialne, w jakich żyli, skłoniły metropolitę warszawskiego i całej Polski Dionizego do ubiegania się o utworzenie nowej parafii w Kohylnie, gdzie powstałby także klasztor. Wobec braku zgody na powyższe ze strony Ministerstwa Wyznań Religijnych i Oświecenia Publicznego, zakonnicy zamieszkali w innych męskich monasterach w Polsce.
Współcześnie istniejący monaster we Włodzimierzu Wołyńskim jest wspólnotą żeńską i uznawał jurysdykcję niekanonicznego Patriarchatu Kijowskiego. Został erygowany w 2002. Trwa remont zabudowań mieszkalnych. Monaster działa w sąsiedztwie soboru Narodzenia Pańskiego we Włodzimierzu Wołyńskim, od którego również przyjął swoje wezwanie, planowana jest w nim budowa odrębnej cerkwi Zaśnięcia Matki Bożej.